# Podobieństwo spiralne
Podobieństwo spiralne – przemienne złożenie obrotu i jednokładności.
- Na płaszczyźnie jest to złożenie obrotu wokół punktu i jednokładności, w którym środek obrotu pokrywa się ze środkiem jednokładności[1].
- W przestrzeni jest to złożenie obrotu dookoła prostej i jednokładności, w którym środek jednokładności leży na osi obrotu[2].